# Chomelia rudis
Chomelia rudis là một loài thực vật có hoa trong họ Thiến thảo. Loài này được (Standl.) Lorence mô tả khoa học đầu tiên năm 1997.